# Toussaint de Forbin-Janson
Pour les autres membres de la famille, voir Maison de Forbin.
Pour les articles homonymes, voir Toussaint (homonymie) et Forbin.
Toussaint de Forbin-Janson, dit le « cardinal de Janson », cardinal et évêque de Beauvais, de la famille des marquis de Janson en Provence, est né le 1er octobre 1631 à Mane en Provence et mort à Paris le 24 mars 1713. Il est l'oncle de l'archevêque d'Arles, Jacques II de Forbin-Janson.

## Biographie

### Carrière ecclésiastique
Il fit des études ecclésiastiques et rentra dans les ordres. L’évêque de Digne, Raphaël de Bologne, obtint du roi sa nomination comme coadjuteur. Sacré évêque in partibus de Philadelphie-en-Arabie le 14 mai 1656, il prit la charge du siège de Digne en 1658 avant d’être nommé en 1662 par le roi à l’évêché de Marseille. Devenu, par ce nouveau titre, membre des états de Provence, il fut remarqué par Louis XIV.
Il fut abbé commendataire de Saint-Pierre de Corbie de 1693 à 1713. En 1693, il reçut le titre de cardinal-prêtre de Saint-Calixte (San Callisto). La grande aumônerie de France, devenue vacante en 1706 par la mort du cardinal de Coislin, fut attribuée par Louis XIV au cardinal de Janson, déjà largement récompensé.
N’étant encore qu’évêque de Digne, il avait condamné dans son synode et censuré l’Apologie des casuistes. À Beauvais, on lui reprocha de ne pas suivre les traces de Nicolas Choart de Buzenval, son prédécesseur, et d’écarter les jansénistes qui avaient eu la confiance de ce prélat. Il mourut à Paris le 24 mars 1713, à la suite d’une longue maladie, étant âgé de 88 ans, et doyen des évêques de France. Son corps fut inhumé dans la cathédrale de Beauvais, où une épitaphe rappelait ses fonctions.

### Carrière diplomatique
Envoyé en ambassade auprès de Cosme III, grand-duc de Toscane, il réussit à réconcilier ce dernier avec son épouse, la grande-duchesse Marguerite-Louise d'Orléans. Nommé plus tard ambassadeur extraordinaire de Louis XIV à la diète de Pologne, convoquée alors pour désigner un roi, l’évêque de Marseille parvint à en éviter la scission et, aidé du palatin de Russie, il fit élire le grand maréchal de la couronne, Jean Sobieski.
Le nouveau roi, reconnaissant, contribua à la désignation de l’ambassadeur comme cardinal, le 23 février 1690, sous Alexandre VIII avec le titre de cardinal-prêtre de Sainte-Agnès-hors-les-Murs (Santa Agnese fuori le mura). Dès 1679, Louis XIV lui avait confié l’évêché de Beauvais, comté-pairie, et l’avait, en 1689, nommé commandeur de l’ordre du Saint-Esprit.
La cour de France était depuis plusieurs années en discussion avec celle de Rome, au sujet de la régale. Le roi jugea le cardinal de Janson apte à lever tous les obstacles et l’envoya à Rome. La mort d'Alexandre VIII, le 1er février 1691, interrompit les négociations qui furent reprises sous le pape Innocent XII (à l’élection duquel le cardinal de Janson avait concouru), et menées à bien par lui et le cardinal d’Estrées.
Le roi laissa le cardinal de Janson à Rome pour y soutenir les intérêts de la couronne de France. Il y était encore en 1700, à la mort d'Innocent XII. Il assista au conclave où fut élu Clément XI, auprès duquel il continua de résider pendant plusieurs années.

## Armoiries
D'or, au chevron d'azur, acc. de trois têtes de léopard de sable (d'azur selon le père Anselme), lampassées de gueules, deux en chef et une en pointe.,